# Arciechów (Gmina Iłów)
Pour les articles homonymes, voir Arciechów.
Arciechów  [arˈt͡ɕexuf] est un village polonais de la gmina d'Iłów dans le powiat de Sochaczew et dans le voïvodie de Mazovie.
Il se situe à environ 6 kilomètres au nord-est d'Iłów, à 19 kilomètres au nord-ouest de Sochaczew et à 64 kilomètres à l'ouest de Varsovie.